# Diplotaxis yucateca
Diplotaxis yucateca är en skalbaggsart som beskrevs av Patricia Vaurie 1960. Diplotaxis yucateca ingår i släktet Diplotaxis och familjen Melolonthidae. Inga underarter finns listade i Catalogue of Life.